# Guspini
Guspini is een gemeente in de Italiaanse provincie Zuid-Sardinië (regio Sardinië) en telt 12.560 inwoners (31-12-2004). De oppervlakte bedraagt 174,6 km², de bevolkingsdichtheid is 72 inwoners per km².
De volgende frazioni maken deel uit van de gemeente: Montevecchio, Sa Zeppara.

## Demografie
Guspini telt ongeveer 4531 huishoudens. Het aantal inwoners daalde in de periode 1991-2001 met 5,1% volgens cijfers uit de tienjaarlijkse volkstellingen van ISTAT.
| Jaar | Inwoneraantal |
| ---- | ------------- |
| 1991 | 13.380        |
| 2001 | 12.695        |

## Geografie
De gemeente ligt op ongeveer 126 m boven zeeniveau.
Guspini grenst aan de volgende gemeenten: Arbus, Gonnosfanadiga, Pabillonis, San Nicolò d'Arcidano (OR), Terralba (OR).